# Publi Nigidi Fígul
Publi Nigidi Fígul (en llatí Publius Nigidius Figulus) va ser un filòsof pitagòric que va viure al segle I aC, vers el 60 aC. Va fer estudis matemàtics i físics i fou molt famós com astròleg i com a endeví, i se suposava que havia predit la grandesa d'Octavi August. Fou un dels senadors seleccionats per Ciceró per prendre declaracions en l'afer de Catilina (63 aC). El 59 aC fou pretor, magistratura que s'acostumava a assolir als quaranta anys. Va ser contemporani de Varró. Ciceró, amic seu, deia de Nigidi que els millors i més importants consells amb els quals havia salvat la pàtria, els havia rebut d'ell. A la guerra civil entre Cèsar i Pompeu va prendre el partit d'aquest darrer i Juli Cèsar el va desterrar. Ciceró va esforçar-se per què tornés, però va morir a l'exili el 44 aC.
Pitagòric convençut, va reintroduir a Roma la doctrina del filòsof grec. Va crear a la capital una societat (sodalicium) secreta pitagòrica, que va ser acusada de sacrilegi. Tal com va fer també Aule Cecina, va traduir al llatí molts llibres de l'antiga Disciplina Etrusca, l'art endevinatòria dels etruscs, que ens han arribat de manera indirecta. Coneixem d'ell un tractat, De extis (Sobre les entranyes) i un calendari brontoscòpic (Ephemeros brontoskopia), on explicava el significat polític, social i econòmic dels trons durant tots els dies de l'any. Aquest calendari, transmès per Joan Laurenci, sembla un tractat etrusc del segle iii aC. Es fa al·lusió en aquesta obra a una divisió de les ciutats en dues parts sempre en conflicte, el poble i l'aristocràcia. Per exemple, pel dia 11 de setembre diu: "Si trona, aquells que estan sotmesos als nobles prepararan una revolta a la república". Sembla que Nigidi va adaptar el text etrusc a la realitat romana, ja que fa referència a les guerres civils i potser als seus protagonistes.
També va tenir coneixements astrològics i va escriure algunes obres sobre aquesta matèria. Quan l'any 63 aC, van dir a Nigidi l'hora en què va néixer Octavi August, va anunciar que acabava de néixer "l'amo del món". Aquest episodi suggereix que Nigidi feia freqüents prediccions astrològiques sobre polítics. Lucà, a la Farsàlia, fa sortir Publi Nigidi, com un astròleg que dedueix dels astres la proximitat de la guerra civil.
Algunes fonts diuen que Nigidi era també mag, i que com a filòsof pitagòric va intentar introduir a Roma aquesta doctrina. Sembla que la introducció de la doctrina pitagòrica podria ser la causa de la seva enemistat amb Cèsar. Entre els partidaris de la seva societat secreta, hi havia l'historiador Sal·lusti.
Segons Dió Cassi, Publi Nigidi era expert en la interpretació de signes celestes, i va ser acusat de practicar "actes reprovables", que segurament es referien a les seves arts endevinatòries. Nigidi va ser el primer en crear les "condicions del son" (és a dir la hipnosi) a un mèdium perquè pogués respondre a les preguntes que se li feien.
Autor d'un tractat sobre gramàtica (Commentarii Grammatici) en 24 llibres, va ser qualificat per Gel·li de doctissimus, coneixedor de totes les disciplines, i un dels dos puntals, juntament amb Varró, de la cultura de l'època.